# Codrington College

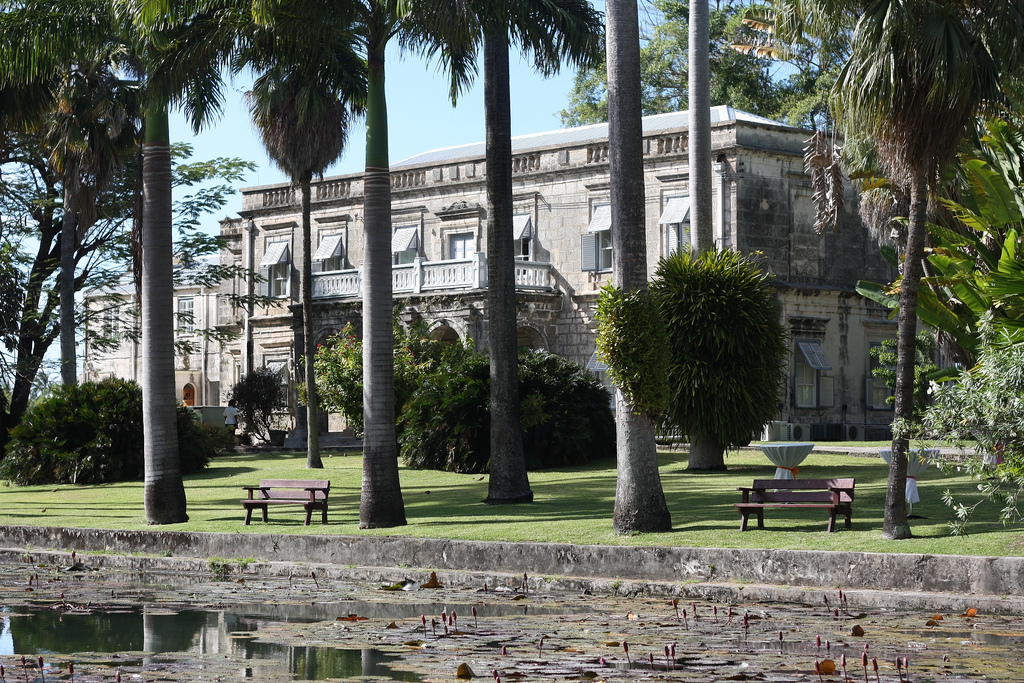
Codrington College

Codrington College ist ein anglikanisches theologisches College in St. John, Barbados.
Das College wurde mit Mitteln aus dem Erbe von Christopher Codrington gegründet, welcher der Society for the Propagation of the Gospel in Foreign Parts Teile seiner Zuckerrohrplantagen, die so genannten Codrington Plantations, sowie Ländereien auf Barbados und Barbuda 1710 vermachte, mit der Auflage, ein College in Barbados zu gründen. Der Bau wurde 1714 begonnen und das College wurde schließlich am 9. September 1745 eröffnet.

## Geschichte
Das College bot zunächst grundlegende Ausbildungsgänge an, erweiterte das Angebot aber 1748 auf weiterführende Studiengänge. Das Studium in Codrington bereitete die Söhne des ortsansässigen Adels normalerweise auf den Besuch einer Universität in England vor.
1759 wurde der erste Absolvent ordiniert und seit den 1830ern wurden ausschließlich Kurse zur Vorbereitung auf das Priesteramt angeboten. Codrington College wurde dadurch zu einem der ersten theologischen Seminar der Church of England und das „älteste (anglikanische) Seminar in der westlichen Hemisphäre“. Vergleichbare „Seminare“ gibt es an der University of Wales Lampeter (St. David's College Lampeter), in Chelsea (Manhattan) (General Theological Seminary) und in Alexandria (Virginia) (Virginia Theological Seminary). Das Chichester Theological College, das erste derartige College in England, wurde erst 1839 eröffnet.
1831 wurde der Campus durch einen Hurrikan fast vollständig zerstört, jedoch wieder aufgebaut.
1875 wurde das College an die University of Durham angeschlossen, die bis 1958 die Abschlüsse verlieh; danach ging das College 1965 eine Partnerschaft mit der University of the West Indies ein. Durch die Verbindung mit Durham wurden in Codrington Abschlüsse in Klassischen Altertumswissenschaften und in Theologie angeboten. Seit 1955 gibt es nur noch theologische Abschlüsse. Von 1955 bis 1959 wurde das College von Männern der Community of the Resurrection geführt. Seit 1989 werden auch Post-Graduate-Studien angeboten und es gibt ein umfangreiches Fortbildungsprogramm für Laien.
Das Archiv des Colleges enthält das Archivalien über die SPG, die Church Mission Society, die Baptist Missionary Society mit dem Bezug auf die West Indies, sowie zur Geschichte der Presbyterian Church of Trinidad and Grenada.

### Sklaverei
Auf den Codrington-Plantagen bauten Sklaven Zuckerrohr an, um Mittel für das College zu erwirtschaften. Dadurch wurde die Society for the Propagation of the Gospel in Foreign Parts im 18. und frühen 19. Jahrhundert zu einer bedeutenden Sklaven-Eigentümerin auf Barbados. 
In dieser Zeit wurden viele Institutionen aus Mitteln finanziert, die durch Sklavenarbeit und -handel erworben worden waren, so zum Beispiel All Souls College und die Harvard University. Der Besitz der Codrington Plantations war Quelle von Kontroversen für die SPG und die Church of England. 1741 hatten Sklaven von den Plantagen in Bridgetown gegen ihre Behandlung durch den Vertreter der SPG protestiert. 1783 nutzte Bischof Beilby Porteus, ein Vorkämpfer des Abolitionismus, die jährliche SPG-Predigt, um die Zustände auf den Codrington Plantations zu schildern, und rief die SPG dazu auf, ihre Verbindung mit dem Sklavenhandel aufzugeben. Aber erst mit dem Slavery Abolition Act 1833 von 1833 wurden die Sklaven gegen Entschädigung freigalssen.
Die Generalsynode der Church of England stimmte im Februar 2006 einstimmig dafür, sich bei den Nachkommen der Sklaven zu entschuldigen.

## Persönlichkeiten
- Alfred Berkeley (1862–1938), Bischof von Barbados
- John Holder (* 1948), Bischof von Barbados, Erzbischof der West Indies
- Thomas Nisbett (* 1925), erster farbiger Priester der Church of England in Bermuda
- Ewen Ratteray (* 1942), Bischof von Bermuda
- Cuthbert Woodroffe (1918–2012), Erzbischof der West Indies
- Philip Wright (* 1967), Bischof von Belize